# Henry Danger/Episodenliste
Diese Episodenliste enthält alle Episoden der US-amerikanischen Jugendserie Henry Danger, sortiert nach ihrer US-amerikanischen Erstausstrahlung. Die Fernsehserie endete nach 5 Staffeln mit 121 Episoden. Ihre Premiere hatte die Serie am 26. Juli 2014 auf dem Fernsehsender Nickelodeon, während die deutschsprachige Erstausstrahlung am 15. November 2014 auf Nickelodeon Deutschland stattfand.

## Übersicht
| Staffel | Episodenanzahl | Erstausstrahlung USA | Erstausstrahlung USA | Deutschsprachige Erstausstrahlung | Deutschsprachige Erstausstrahlung |
| Staffel | Episodenanzahl | Staffelpremiere      | Staffelfinale        | Staffelpremiere                   | Staffelfinale                     |
| ------- | -------------- | -------------------- | -------------------- | --------------------------------- | --------------------------------- |
| 1       | 25             | 26. Juli 2014        | 16. Mai 2015         | 15. November 2014                 | 13. November 2015                 |
| 2       | 18             | 12. September 2015   | 17. Juli 2016        | 5. April 2016                     | 27. November 2016                 |
| 3       | 19             | 17. September 2016   | 7. Oktober 2017      | 30. März 2017                     | 1. März 2018                      |
| 4       | 20             | 21. Oktober 2017     | 20. Oktober 2018     | 8. März 2018                      | 8. November 2019                  |
| 5       | 39             | 3. November 2018     | 21. März 2020        | 10. Januar 2019                   | 27. August 2020                   |

## Staffel 1
Staffel 1 von Henry Danger (USA): 26. Juli 2014 bis zum 16. Mai 2015 – auf Nickelodeon U,S

Staffel 1 von Henry Danger (Deutschland): 15. November 2014 bis zum 13. November 2015 – auf Nickelodeon Deutschland
| Nr. (ges.) | Nr. (St.) | Deutscher Titel                | Originaltitel                  | Erstausstrahlung USA | Deutschsprachige Erstausstrahlung (D) | Regie         | Drehbuch                                    | Zuschauer (USA) | Prod. Code |
| ---------- | --------- | ------------------------------ | ------------------------------ | -------------------- | ------------------------------------- | ------------- | ------------------------------------------- | --------------- | ---------- |
| 1          | 1         | Hallo, Kid Danger              | The Danger Begins              | 26. Juli 2014        | 15. Nov. 2014                         | Steve Hoefer  | Dan Schneider & Dana Olsen                  | 1,94 Mio.       | 101–102    |
| 2          | 2         | Große Gefahr, großes Problem   | Mo' Danger, Mo' Problems       | 13. Sep. 2014        | 1. Feb. 2015                          | Steve Hoefer  | Dan Schneider & Dana Olsen                  | 1,57 Mio.       | 103        |
| 3          | 3         | Es war einmal ein Geheimnis    | The Secret Gets Out            | 20. Sep. 2014        | 8. Feb. 2015                          | Steve Hoefer  | Dan Schneider & Jake Farrow                 | 1,74 Mio.       | 104        |
| 4          | 4         | Die Tränen des Jolly-Käfers    | Tears of the Jolly Beetle      | 27. Sep. 2014        | 15. Feb. 2015                         | Russ Reinsel  | Dan Schneider & Christopher J. Nowak        | 1,53 Mio.       | 105        |
| 5          | 5         | Drillfinger und Popelboy       | Substitute Teacher             | 4. Okt. 2014         | 22. Feb. 2015                         | Russ Reinsel  | Dan Schneider & Dave Malkoff                | 1,79 Mio.       | 106        |
| 6          | 6         | Jasper Danger                  | Jasper Danger                  | 18. Okt. 2014        | 8. März 2015                          | Steve Hoefer  | Dan Schneider & Dana Olsen                  | 1,62 Mio.       | 107        |
| 7          | 7         | Der Weltraumstein              | The Space Rock                 | 1. Nov. 2014         | 1. März 2015                          | Russ Reinsel  | Dan Schneider & Jake Farrow                 | 2,19 Mio.       | 108        |
| 8          | 8         | Geburtstagskinder fliegen tief | Birthday Girl Down             | 8. Nov. 2014         | 12. Apr. 2015                         | Adam Weissman | Dan Schneider & Christopher J. Nowak        | 1,67 Mio.       | 109        |
| 9          | 9         | Zu viele Körbe                 | Too Much Game                  | 15. Nov. 2014        | 15. März 2015                         | Steve Hoefer  | Dan Schneider & Dave Malkoff                | 2,38 Mio.       | 110        |
| 10         | 10        | Henry wird zum Mann            | Henry the Man-Beast            | 22. Nov. 2014        | 22. März 2015                         | Steve Hoefer  | Dan Schneider & Dana Olsen                  | 2,03 Mio.       | 111        |
| 11         | 11        | Der unsichtbare Brad           | Invisible Brad                 | 10. Jan. 2015        | 6. Apr. 2015                          | Steve Hoefer  | Dan Schneider & Dave Malkoff                | 1,82 Mio.       | 112        |
| 12         | 12        | Spoileralarm                   | Spoiler Alert                  | 24. Jan. 2015        | 26. Apr. 2015                         | Russ Reinsel  | Dan Schneider & Christopher J. Nowak        | 1,63 Mio.       | 113        |
| 13         | 13        | Alles wird geklaut             | Let's Make A Steal             | 31. Jan. 2015        | 3. Mai 2015                           | Steve Hoefer  | Dan Schneider & Dave Malkoff                | 1,62 Mio.       | 114        |
| 14         | 14        | Der Supervulkan                | Super Volcano                  | 7. Feb. 2015         | 17. Mai 2015                          | Russ Reinsel  | Dan Schneider & Dana Olsen                  | 1,62 Mio.       | 115        |
| 15         | 15        | Das gefakte Date               | My Phony Valentine             | 14. Feb. 2015        | 2. Nov. 2015                          | Steve Hoefer  | Dan Schneider & Jake Farrow                 | 1,84 Mio.       | 116        |
| 16         | 16        | Gefangen am Super-Jahrestag    | Caved In                       | 28. Feb. 2015        | 3. Nov. 2015                          | Nathan Kress  | Dan Schneider & Christopher J. Nowak        | 2,17 Mio.       | 117        |
| 17         | 17        | Der Fahrstuhl-Kuss             | Elevator Kiss                  | 7. März 2015         | 4. Nov. 2015                          | Steve Hoefer  | Dan Schneider & Dave Malkoff                | 1,65 Mio.       | 118        |
| 18         | 18        | Man im Haus                    | Man of the House               | 14. März 2015        | 5. Nov. 2015                          | Russ Reinsel  | Dan Schneider & Dana Olsen                  | 1,76 Mio.       | 119        |
| 19         | 19        | Dreambusters                   | Dream Busters                  | 21. März 2015        | 6. Nov. 2015                          | Adam Weissman | Dan Schneider & Jake Farrow                 | 1,38 Mio.       | 120        |
| 20         | 20        | Kids Hausarrest                | Kid Grounded                   | 4. Apr. 2015         | 9. Nov. 2015                          | Russ Reinsel  | Dan Schneider & Christopher J. Nowak        | 1,58 Mio.       | 121        |
| 21         | 21        | Captain Fies                   | Captain Jerk                   | 11. Apr. 2015        | 10. Nov. 2015                         | Mike Caron    | Dan Schneider, Dave Malkoff & Andrew Thomas | 1,92 Mio.       | 122        |
| 22         | 22        | Die Eimer-Falle                | The Bucket Trap                | 18. Apr. 2015        | 11. Nov. 2015                         | Nathan Kress  | Dan Schneider & Dana Olsen                  | 1,42 Mio.       | 123        |
| 23         | 23        | Henry & das böse Mädchen (1)   | Henry and the Bad Girl, Part 1 | 2. Mai 2015          | 13. Nov. 2015                         | Steve Hoefer  | Dan Schneider & Jake Farrow                 | 1,44 Mio.       | 124        |
| 24         | 24        | Henry & das böse Mädchen (2)   | Henry and the Bad Girl, Part 2 | 9. Mai 2015          | 13. Nov. 2015                         | Steve Hoefer  | Dan Schneider & Dave Malkoff                | 1,87 Mio.       | 125        |
| 25         | 25        | Jasper hat eine Freundin       | Jasper's Real Girlfriend       | 16. Mai 2015         | 12. Nov. 2015                         | David Kendall | Dan Schneider & Christopher J. Nowak        | 1,55 Mio.       | 126        |

## Staffel 2
Staffel 2 von Henry Danger (USA): 12. September 2015 bis zum 17. Juli 2016 – auf Nickelodeon U.S.
Staffel 2 von Henry Danger (Deutschland): 4. April 2016 bis zum 27. November 2016 
– auf Nickelodeon Deutschland
| Nr. (ges.) | Nr. (St.) | Deutscher Titel              | Originaltitel                  | Erstausstrahlung USA | Deutschsprachige Erstausstrahlung (D) | Regie         | Drehbuch                                          | Zuschauer (USA) | Prod. Code         |
| ---------- | --------- | ---------------------------- | ------------------------------ | -------------------- | ------------------------------------- | ------------- | ------------------------------------------------- | --------------- | ------------------ |
| 26         | 1         | Dr. Minyak und der Beat      | The Beat Goes On               | 12. Sep. 2015        | 5. Apr. 2016                          | Adam Weissman | Dan Schneider & Christopher J. Nowak              | 2,13 Mio.       | 201                |
| 27         | 2         | Ein Henry, drei Mädchen (1)  | One Henry, Three Girls: Part 1 | 19. Sep. 2015        | 6. Apr. 2016                          | Adam Weissman | Dan Schneider & Jay Kogen                         | 1,78 Mio.       | 202                |
| 28         | 3         | Ein Henry, drei Mädchen (2)  | One Henry, Three Girls: Part 2 | 26. Sep. 2015        | 7. Apr. 2016                          | Steve Hoefer  | Dan Schneider & Dave Malkoff                      | 1,78 Mio.       | 203                |
| 29         | 4         | Henry und die Woodpeckers    | Henry and the Woodpeckers      | 3. Okt. 2015         | 8. Apr. 2016                          | Mike Caron    | Dan Schneider & Avin Das                          | 1,57 Mio.       | 204                |
| 30         | 5         | Captain Man macht Urlaub     | Captain Man Goes On Vacation   | 10. Okt. 2015        | 11. Apr. 2016                         | Nathan Kress  | Dan Schneider & Christopher J. Nowak              | 1,61 Mio.       | 205                |
| 31         | 6         | Die Zeitzocker               | The Time Jerker                | 7. Nov. 2015         | 4. Apr. 2016                          | Steve Hoefer  | Dan Schneider & Jay Kogen                         | 1,85 Mio.       | 206                |
| 32         | 7         | Das Steak aller Steaks       | Secret Beef                    | 14. Nov. 2015        | 13. Apr. 2016                         | Adam Weissman | Dan Schneider & Dave Malkoff                      | 1.35 Mio.       | 207                |
| 33         | 8         | Henry und die Eifersucht     | Henry's Jelly                  | 21. Nov. 2015        | 14. Apr. 2016                         | Adam Weissman | Dan Schneider & Avin Das                          | 1.52 Mio.       | 208                |
| 34         | 9         | Weihnachten im Gefängnis     | Christmas Danger               | 28. Nov. 2015        | 2. Nov. 2016                          | Steve Hoefer  | Dan Schneider & Christopher J. Nowak              | 1,62 Mio.       | 209                |
| 35         | 10        | Henry, der Unzerstörbare (1) | Indestructible Henry: Part 1   | 19. März 2016        | 24. Juli 2016                         | Nathan Kress  | Dan Schneider & Jay Kogen                         | 2,02 Mio.       | 210                |
| 36         | 11        | Henry, der Unzerstörbare (2) | Indestructible Henry: Part 2   | 26. März 2016        | 24. Juli 2016                         | Russ Reinsel  | Dan Schneider & Dave Malkoff                      | 2,12 Mio.       | 211                |
| 37         | 12        | Das verflixte Video          | Text, Lies & Video             | 9. Apr. 2016         | 26. Okt. 2016                         | Steve Hoefer  | Dan Schneider & Avin Das                          | 1,65 Mio.       | 212                |
| 38         | 13        | Das verdrehte Universum      | Opposite Universe              | 16. Apr. 2016        | 27. Okt. 2016                         | Adam Weissman | Dan Schneider & Christopher J. Nowak              | 1,75 Mio.       | 213                |
| 39         | 14        | Eine Lektion für Brad        | Grave Danger                   | 23. Apr. 2016        | 28. Okt. 2016                         | David Kendall | Dan Schneider, Andrew Reese Thomas & Joe Sullivan | 1,67 Mio.       | 217                |
| 40         | 15        | Ochsenpocken                 | Ox Pox                         | 30. Apr. 2016        | 31. Okt. 2016                         | Steve Hoefer  | Dan Schneider & Samantha Martin                   | 1,83 Mio.       | 218                |
| 41         | 16        | Der doppelte Henry           | Twin Henrys                    | 7. Mai 2016          | 3. Aug. 2016                          | Russ Reinsel  | Dan Schneider & Avin Das                          | 1,37 Mio.       | 216                |
| 42         | 17        | Danger & Thunder             | Danger & Thunder               | 18. Juni 2016        | 27. Nov. 2016                         | Steve Hoefer  | Dan Schneider, Jay Kogen & Dave Malkoff           | 2,24 Mio.       | (a) (c)995 (a) (c) |
| 43         | 18        | Ich kenne dein Geheimnis     | I Know Your Secret             | 17. Juli 2016        | 1. Nov. 2016                          | Russ Reinsel  | Dan Schneider & Christopher J. Nowak              | 2,60 Mio.       | 219                |

## Staffel 3
Staffel 3 von Henry Danger (USA): 17. September 2016 bis zum 7. Oktober 2017 – auf Nickelodeon U.S.

Staffel 3 von Henry Danger (Deutschland): 30. März 2017 bis zum 1. März 2018 – auf Nickelodeon Deutschland
| Nr. (ges.) | Nr. (St.) | Deutscher Titel                                          | Originaltitel               | Erstausstrahlung USA | Deutschsprachige Erstausstrahlung (D) | Regie                       | Drehbuch                                    | Zuschauer (USA) | Prod. Code    |
| ---------- | --------- | -------------------------------------------------------- | --------------------------- | -------------------- | ------------------------------------- | --------------------------- | ------------------------------------------- | --------------- | ------------- |
| 44         | 1         | Eine Fiñata voller Zombienen                             | A Fiñata Full of Death Bugs | 17. Sep. 2016        | 30. März 2017                         | Steve Hoefer                | Dan Schneider & Christopher J. Nowak        | 1,82 Mio.       | 301           |
| 45         | 2         | Liebes-Muffins                                           | Love Muffin                 | 24. Sep. 2016        | 6. Apr. 2017                          | Steve Hoefer                | Dan Schneider & Hayes Jackson               | 1,90 Mio.       | 302           |
| 46         | 3         | Die Kreisch-Maschine                                     | Scream Machine              | 1. Okt. 2016         | 13. Apr. 2017                         | Nathan Kress                | Dan Schneider & Dave Malkoff                | 1,60 Mio.       | 303           |
| 47         | 4         | Der Süßkram-Stiefel                                      | Mouth Candy                 | 8. Okt. 2016         | 27. Apr. 2017                         | Adam Weissman               | Dan Schneider & Christopher J. Nowak        | 1,78 Mio.       | 305           |
| 48         | 5         | Ärger mit den Frittles                                   | The Trouble with Frittles   | 5. Nov. 2016         | 20. Apr. 2017                         | Steve Hoefer                | Dan Schneider & Hayes Jackson               | 1,60 Mio.       | 304           |
| 49         | 6         | Zeit für Superkräfte                                     | Hour of Power               | 11. Nov. 2016        | 4. Mai 2017                           | Steve Hoefer & Russ Reinsel | Dan Schneider, Dave Malkoff & Andrew Thomas | 3,16 Mio.       | (a)994-60 (a) |
| 50         | 7         | Das Völkolin-Turnier                                     | Dodging Danger              | 3. Dez. 2016         | 4. Mai 2017                           | Adam Weissman               | Dan Schneider & Hayes Jackson               | 2,50 Mio.       | 311           |
| 51         | 8         | Drill-Finger                                             | Double Date Danger          | 11. Feb. 2017        | 11. Mai 2017                          | Steve Hoefer                | Dan Schneider & Hayes Jackson               | 2,06 Mio.       | 314           |
| 52         | 9         | Im Weltraum (1)                                          | Space Invaders, Part 1      | 11. März 2017        | 12. Mai 2017                          | Mike Caron                  | Dan Schneider & Joe Sullivan                | 2,56 Mio.       | 312           |
| 53         | 10        | Im Weltraum (2)                                          | Space Invaders, Part 2      | 18. März 2017        | 12. Mai 2017                          | Mike Caron                  | Dan Schneider & Christopher J. Nowak        | 1,65 Mio.       | 313           |
| 54         | 11        | Das geplatzte Rohr (Alternativtitel: Gas oder scheitern) | Gas or Fail                 | 25. März 2017        | 13. Mai 2017                          | David Kendall               | Dan Schneider & Hayes Jackson               | 1,79 Mio.       | 306           |
| 55         | 12        | JAM Session                                              | JAM Session                 | 8. Apr. 2017         | 11. Jan. 2018                         | Adam Weissman               | Dan Schneider & Christopher J. Nowak        | 1,65 Mio.       | 309           |
| 56         | 13        | Der Flugunterricht                                       | License to Fly              | 15. Apr. 2017        | 18. Jan. 2018                         | David Kendall               | Dan Schneider & Dave Malkoff                | 1,72 Mio.       | 315           |
| 57         | 14        | Grüne Finger                                             | Green Fingers               | 22. Apr. 2017        | 25. Jan. 2018                         | Steve Hoefer                | Dan Schneider & Dave Malkoff                | 1,83 Mio.       | 310           |
| 58         | 15        | Mal wieder Jeff                                          | Stuck in Two Holes          | 29. Apr. 2017        | 1. Feb. 2018                          | Harry Matheu                | Dan Schneider & Hayes Jackson               | 1,72 Mio.       | 317           |
| 59         | 16        | Frankini lässt die Puppen tanzen (1)                     | Live & Dangerous: Part 1    | 16. Sep. 2017        | 22. Feb. 2018                         | Adam Weissman               | Dan Schneider & Christopher J. Nowak        | 1,57 Mio.       | 319           |
| 60         | 17        | Frankini lässt die Puppen tanzen (2)                     | Live & Dangerous: Part 2    | 23. Sep. 2017        | 1. März 2018                          | Russ Reinsel                | Dan Schneider & Hayes Jackson               | 2,22 Mio.       | 320           |
| 61         | 18        | Luftballons!                                             | Balloons of Doom            | 30. Sep. 2017        | 15. Feb. 2018                         | Steve Hoefer                | Dan Schneider & Dave Malkoff                | 1,61 Mio.       | 318           |
| 62         | 19        | Swellview sucht den Superstar                            | Swellview's Got Talent      | 7. Okt. 2017         | 8. Feb. 2018                          | Steve Hoefer                | Dan Schneider & Christopher J. Nowak        | 1,65 Mio.       | 316           |

## Staffel 4
Staffel 4 von Henry Danger (USA): 21. Oktober 2017 bis zum 20. Oktober 2018 – auf Nickelodeon U.S.

Staffel 4 von Henry Danger (Deutschland): 8. März 2018 bis zum 24. März 2019 – auf Nickelodeon Deutschland
| Nr. (ges.) | Nr. (St.) | Deutscher Titel              | Originaltitel              | Erstausstrahlung USA | Deutschsprachige Erstausstrahlung (D) | Regie              | Drehbuch                                           | Zuschauer (USA) | Prod. Code      |
| ---------- | --------- | ---------------------------- | -------------------------- | -------------------- | ------------------------------------- | ------------------ | -------------------------------------------------- | --------------- | --------------- |
| 63         | 1         | Ein kranker Held             | Sick & Wired               | 21. Okt. 2017        | 29. März 2018                         | Adam Weissman      | Dan Schneider & Hayes Jackson                      | 1,41 Mio.       | 404             |
| 64         | 2         | Prügelei in der Schule       | Brawl In The Hall          | 4. Nov. 2017         | 5. Apr. 2018                          | Steve Hoefer       | Dan Schneider & Dave Malkoff                       | 1,68 Mio.       | 405             |
| 65         | 3         | Die Stein-Challenge          | The Rock Box Dump          | 11. Nov. 2017        | 12. Apr. 2018                         | Russ Reinsel       | Dan Schneider & Samantha Martin                    | 1,52 Mio.       | 406             |
| 66         | 4         | Danger Games                 | Danger Games               | 25. Nov. 2017        | 8. + 15. + 22. Mär. 2018              | Steve Hoefer       | Dan Schneider, Christopher J. Nowak & Jake Farrow  | 1,92 Mio.       | 401–403 (b) (d) |
| 67         | 5         | Cartoon-Fieber               | Toon in for Danger         | 15. Jan. 2018        | 25. März 2018                         | Steve Hoefer       | Dan Schneider & Samantha Martin                    | 1,41 Mio.       | 411             |
| 68         | 6         | Sag’ Hallo zu deinem Schwarm | Meet Cute Crush            | 10. Feb. 2018        | 9. Nov. 2018                          | Russ Reinsel       | Dan Schneider & Joe Sullivan                       | 1,47 Mio.       | 418             |
| 69         | 7         | Back to the Danger (1)       | Back To The Danger: Part 1 | 24. März 2018        | 6. Sep. 2018                          | David Kendall      | Dan Schneider & Andrew Thomas                      | 1,72 Mio.       | 407             |
| 70         | 8         | Back to the Danger (2)       | Back To The Danger: Part 2 | 31. März 2018        | 13. Sep. 2018                         | David Kendall      | Dan Schneider & Andrew Thomas                      | 1,24 Mio.       | 408             |
| 71         | 9         | Die Budgetkürzung            | Budget Cuts                | 7. Apr. 2018         | 20. Sep. 2018                         | Nathan Kress       | Dan Schneider & Dave Malkoff                       | 1,25 Mio.       | 410             |
| 72         | 10        | Diamanten für Heather        | Diamonds Are For Heather   | 14. Apr. 2018        | 4. Okt. 2018                          | Nathan Kress       | Dan Schneider & Andrew Thomas                      | 1,06 Mio.       | 417             |
| 73         | 11        | Car Trek                     | Car Trek                   | 28. Apr. 2018        | 27. Sep. 2018                         | Nathan Kress       | Dan Schneider & Andrew Thomas                      | 1,09 Mio.       | 412             |
| 74         | 12        | Invasion der Kleinkinder     | Toddler Invasion           | 5. Mai 2018          | 8. Nov. 2018                          | Mike Caron         | Dan Schneider, Samantha Martin & Joe Sullivan      | 1,17 Mio.       | 416             |
| 75         | 13        | Captain Man-kini             | Captain Man-kini           | 12. Mai 2018         | 17. Jan. 2019                         | Steve Hoefer       | Joe Sullivan                                       | 1,10 Mio.       | 420             |
| 76         | 14        | Samstagabend-Lügen           | Saturday Night Lies        | 19. Mai 2018         | 6. Nov. 2018                          | Adam Weissman      | Hayes Jackson & Dan Schneider                      | 1,05 Mio.       | 414             |
| 77         | 15        | Henrys Problem               | Henry’s Frittle Problem    | 22. Sep. 2018        | 7. Nov. 2018                          | Allison Scagliotti | David Malkoff, Dan Schneider & Joe Sullivan        | 1,02 Mio.       | 415             |
| 78         | 16        | Buchstabieren um jeden Preis | Spelling Bee Hard          | 29. Sep. 2018        | 12. Nov. 2018                         | ?                  | Christopher J. Nowak, Dan Schneider & Joe Sullivan | 0,92 Mio.       | 419             |
| 79         | 17        | Aufwärts!                    | Up The Stairs!             | 6. Okt. 2018         | 24. Jan. 2019                         | Adam Weissman      | Ben Adams, Sam Becker & Dan Schneider              | 0,87 Mio.       | 422             |
| 80         | 18        | Kinder vermisst              | Danger Things              | 8. Okt. 2018         | 26. Okt. 2019                         | David Kendall      | Jake Farrow                                        | 1,14 Mio.       | 502             |
| 81         | 19        | Quietscheentchen             | Rubber Duck                | 13. Okt. 2018        | 8. Nov. 2019                          | Mike Caron         | Hayes Jackson & Dan Schneider                      | 1,03 Mio.       | 409             |
| 82         | 20        | Das Schlabbergas             | Flabber Gassed             | 20. Okt. 2018        | 24. März 2019                         | Adam Weissman      | Christopher J. Nowak                               | 0,94 Mio.       | 501             |

## Staffel 5
Staffel 5 von Henry Danger (USA): 3. November 2018 bis zum 21. März 2020 – auf Nickelodeon U.S.
Staffel 5 von Henry Danger (Deutschland): 10. Januar 2019 bis zum 27. August 2020 – auf Nickelodeon Deutschland
| Nr. (ges.) | Nr. (St.) | Deutscher Titel                                | Originaltitel              | Erstausstrahlung USA | Deutschsprachige Erstausstrahlung (D) | Regie                      | Drehbuch                                   | Zuschauer (USA) | Prod. Code     |
| ---------- | --------- | ---------------------------------------------- | -------------------------- | -------------------- | ------------------------------------- | -------------------------- | ------------------------------------------ | --------------- | -------------- |
| 83         | 1         | Henrys Geburtstag                              | Henry’s Birthday           | 3. Nov. 2018         | 4. Apr. 2019                          | Steve Hoefer               | David Malkoff                              | 1,11 Mio.       | 503            |
| 84         | 2         | Die pfeifende Susie                            | Whistlin’ Susie            | 10. Nov. 2018        | 11. Apr. 2019                         | Nathan Kress               | Joe Sullivan                               | 1,10 Mio.       | 504            |
| 85         | 3         | Daumenfreunde / Die Rückkehr der Daumenfreunde | Thumb War                  | 17. Nov. 2018        | 10. Jan. 2019                         | Mike Caron & Adam Weissman | Dan Schneider, Joe Sullivan & Dave Malkoff | 1,13 Mio.       | (a)413/421 (a) |
| 86         | 4         | Die große Kaktus Convention                    | The Great Cactus Con       | 24. Nov. 2018        | 18. Apr. 2019                         | Allison Scagliotti         | Samantha Martin                            | 0,98 Mio.       | 505            |
| 87         | 5         | Das neue Böse (1)                              | Part 1: A New Evil         | 5. Jan. 2019         | 3. Okt. 2019                          | Mike Caron                 | Andrew Thomas                              | 0,93 Mio.       | 506            |
| 88         | 6         | Eine neue Dunkelheit (2)                       | Part 2: A New Darkness     | 12. Jan. 2019        | 10. Okt. 2019                         | Adam Weissman              | Christopher J. Nowak                       | 1,11 Mio.       | 507            |
| 89         | 7         | Ein neuer Held (3)                             | Part 3: A New Hero         | 19. Jan. 2019        | 17. Okt. 2019                         | Adam Weissman              | Christopher J. Nowak                       | 1,14 Mio.       | 508            |
| 90         | 8         | Der gebrochene Arm                             | Broken Armed and Dangerous | 26. Jan. 2019        | 24. Okt. 2019                         | Nathan Kress               | Dave Malkoff                               | 1,26 Mio.       | 510            |
| 91         | 9         | Der Erzfeind                                   | Knight & Danger            | 2. Feb. 2019         | 27. Okt. 2019                         | Harry Matheu               | Jake Farrow                                | 1,32 Mio.       | 509            |
| 92         | 10        | Otto redet zu viel                             | Grand Theft Otto           | 16. Feb. 2019        | 7. Nov. 2019                          | David Kendall              | Sam Becker & Nick Dossman                  | 1,08 Mio.       | 511            |
| 93         | 11        | Familie Bilsky                                 | The Whole Bilsky Family    | 23. Feb. 2019        | 14. Nov. 2019                         | Allison Scagliotti         | Joe Sullivan                               | 1,11 Mio.       | 512            |
| 94         | 12        | Geheime Räume                                  | Secret Room                | 2. März 2019         | 21. Nov. 2019                         | Steve Hoefer               | Samantha Martin                            | 1,04 Mio.       | 513            |
| 95         | 13        | Mein Essen mit Bigfoot                         | My Dinner With Bigfoot     | 9. März 2019         | 28. Nov. 2019                         | Russ Reinsel               | Andrew Thomas                              | 1,08 Mio.       | 514            |
| 96         | 14        | Verfluchter Staubsauger                        | Charlotte Gets Ghosted     | 16. März 2019        | 5. Dez. 2019                          | Mike Caron                 | Jake Farrow                                | 1,06 Mio.       | 515            |
| 97         | 15        | Der Traum vom Kuss                             | I Dream Of Danger          | 23. März 2019        | 12. Dez. 2019                         | Adam Weissman              | Samantha Martin                            | 1,31 Mio.       | 516            |
| 98         | 16        | Holey Moley                                    | Holey Moley                | 15. Juni 2019        | 19. Dez. 2019                         | Russ Reinsel               | Dave Malkoff                               | 0,65 Mio.       | 517            |
| 99         | 17        | Liebe auf Knopfdruck                           | Love Bytes                 | 22. Juni 2019        | 26. Dez. 2019                         | Allison Scagliotti         | Joe Sullivan                               | 0,71 Mio.       | 518            |
| 100        | 18        | Die Doppelgänger                               | Double-O Danger            | 29. Juni 2019        | 2. Jan. 2020                          | Steve Hoefer               | Andrew Thomas                              | 0,79 Mio.       | 519            |
| 101        | 19        | Der Massagestuhl                               | Massage Chair              | 13. Juli 2019        | 23. Nov. 2019                         | Mike Caron                 | Christopher J. Nowak & Sam Becker          | 0,93 Mio.       | 520            |
| 102        | 20        | Das Musical                                    | Henry Danger: The Musical  | 27. Juli 2019        | 29. Dez. 2019                         | Steve Hoefer               | Samantha Martin                            | 1,18 Mio.       | 897            |
| 103        | 21        | Schwesterherz (1)                              | Sister Twister, Part 1     | 21. Sep. 2019        | 13. Feb. 2020                         | Adam Weissman              | Joe Sullivan                               | 1,09 Mio.       | 524            |
| 104        | 22        | Geschwistertwister (2)                         | Sister Twister, Part 2     | 28. Sep. 2019        | 13. Feb. 2020                         | Nathan Kress               | Dave Malkoff                               | 1,21 Mio.       | 525            |
| 105        | 23        | Piper aus der Zukunft                          | A Tale of Two Pipers       | 5. Okt. 2019         | 20. Feb. 2020                         | Allison Scagliotti         | Andrew Thomas                              | 0,78 Mio.       | 523            |
| 106        | 24        | Gruselgeschichten                              | Story Tank                 | 12. Okt. 2019        | 12. März 2020                         | David Kendall              | David Malkoff                              | 0,69 Mio.       | 528            |
| 107        | 25        | Captain Mom                                    | Captain Mom                | 2. Nov. 2019         | 27. Feb. 2020                         | Russ Reinsel               | Jake Farrow                                | 0,77 Mio.       | 526            |
| 108        | 26        | Der sichtbare Brad                             | Visible Brad               | 9. Nov. 2019         | 5. März 2020                          | Adam Weissman              | Jake Farrow                                | 0,89 Mio.       | 527            |
| 109        | 27        | Die EnvyGram-Wand                              | EnvyGram Wall              | 16. Nov. 2019        | 23. März 2020                         | Steve Hoefer               | Andrew Thomas                              | 0,63 Mio.       | 530            |
| 110        | 28        | Das Fest der Hiebe                             | Holiday Punch              | 30. Nov. 2019        | 19. März 2020                         | Adam Weissman              | Joe Sullivan                               | 0,75 Mio.       | 529            |
| 111        | 29        | Mr. Nice Guy                                   | Mr. Nice Guy               | 11. Jan. 2020        | 2. Apr. 2020                          | Mike Caron                 | Jake Farrow                                | 0,95 Mio.       | 531            |
| 112        | 30        | Der Theranos-Stiefel                           | Theranos Boot              | 18. Jan. 2020        | 9. Apr. 2020                          | Evelyn Belasco             | Andrew Thomas                              | 1,02 Mio.       | 532            |
| 113        | 31        | Prügeldate                                     | Rumblr                     | 25. Jan. 2020        | 16. Apr. 2020                         | Adam Weissman              | Joe Sullivan                               | 0,96 Mio.       | 533            |
| 114        | 32        | Das geheime Date                               | Cave the Date              | 1. Feb. 2020         | 23. Apr. 2020                         | Russ Reinsel               | Samantha Martin                            | 0,82 Mio.       | 534            |
| 115        | 33        | Escape Room                                    | Escape Room                | 8. Feb. 2020         | 7. Mai 2020                           | Evelyn Belasco             | Christopher J. Nowak                       | 0,89 Mio.       | 536            |
| 116        | 34        | Handy gesucht                                  | Game of Phones             | 15. Feb. 2020        | 30. Juli 2020                         | Mike Caron                 | Christopher J. Nowak                       | 0,68 Mio.       | 535            |
| 117        | 35        | Verbrechenserinnerungen                        | Remember the Crimes        | 22. Feb. 2020        | 6. Aug. 2020                          | Mike Caron                 | Jake Farrow                                | 0,74 Mio.       | 895            |
| 118        | 36        | Der Anfang vom Ende                            | The Beginning of the End   | 29. Feb. 2020        | 13. Aug. 2020                         | Russ Reinsel               | Christopher J. Nowak                       | 0,85 Mio.       | 537            |
| 119        | 37        | Captain Drex                                   | Captain Drex               | 7. März 2020         | 20. Aug. 2020                         | Adam Weissman              | David Malkoff                              | 0,89 Mio.       | 538            |
| 120        | 38        | Dangers Schicksal (1)                          | The Fate of Danger: Part 1 | 14. März 2020        | 27. Aug. 2020                         | Steve Hoefer               | Christopher J. Nowak                       | 0,88 Mio.       | 539            |
| 121        | 39        | Dangers Schicksal (2)                          | The Fate of Danger: Part 2 | 21. März 2020        | 27. Aug. 2020                         | Steve Hoefer               | Christopher J. Nowak                       | 1,26 Mio.       | 540            |